# Ardisia weberbaueri
Ardisia weberbaueri är en viveväxtart som beskrevs av Carl Christian Mez. Ardisia weberbaueri ingår i släktet Ardisia och familjen viveväxter. Inga underarter finns listade i Catalogue of Life.